# الکساندر تیشچنکو
الکساندر تیشچنکو (انگلیسی: Oleksandr Tishchenko؛ زادهٔ ۲۵ مارس ۱۹۸۹) بازیکن بسکتبال اهل اوکراین است.